# Pontus Gustafsson
Pontus Karl Fredrik Gustafsson, född 15 augusti 1955 i Oscars församling i Stockholm, är en svensk skådespelare.

## Biografi
Gustafsson började skådespela vid Medborgarteaterns barnteater och fick via sin kamrat Mikael Rundquist barnroller på Dramaten i slutet av 1960-talet. 1966 var han (okrediterad) med i Dramatens uppsättning av Herr Puntila och hans dräng Matti. Mer "officiell debut" på samma scen skedde 1967 i Lars Forssells Sock! Bang! Svisch! Smack! Vroom! och han gjorde ytterligare barnroller där fram till 1969. Vid samma tid filmdebuterade han som skeppsgossen Kalle i en film efter Elsa Beskow, Farbror Blås nya båt 1968.
Han blev även engagerad för filmdubbning och kom bland annat att ge röst åt Mowgli i Disneyfilmen Djungelboken. Vid 14 års ålder engagerades han av Helsingborgs stadsteater där han fick sin första stora scenroll. Han avbröt sina gymnasiestudier för att ta ett sabbatsår och arbetade i diverse yrken innan han, som han säger, "mest på skoj" sökte till Scenskolan i Stockholm, där han kom in 1974 vid 18 års ålder. Efter examen 1977 blev han engagerad vid Dramaten där han verkat med undantag för några perioder där han bland annat varit tjänstledig för att spela privatteater. Det var också för en roll i en sådan privatteaterfars, Trassel, som han tilldelades Svenska Dagbladets Poppepris 1993 med motiveringen: för sin subtila komik och halsbrytande akrobatik, ett clowneri i det lilla formatet parat med stor humor i Poppes anda.
I regel har hans rollkaraktärer varit av det mer ungdomligt, oskuldsfulla slaget som fallet var med hans huvudroll som ung biografmusiker i tv-serien Paganini från Saltängen 1987 eller som departementsrådet i thrillerserien Läckan 1994, trots att han där spelade en äldre karaktär i likhet med hans roll som medelålders journalist med mammaproblem i den omdebatterade situationskomedin Glöm inte mamma! 1998. Han har dock emellanåt spelat mer neurotiska karaktärer på ett utmärkt sätt, bl.a. ynglingen i P.O. Enquists I lodjurets timme som även gjorts som tv-version 1989 eller narkoman i tv-serien Goltuppen 1991.
2001 efterträdde han Jörgen Lantz som programledare för Björnes magasin.
2013 tilldelades Gustafsson Dramatens O'Neill-stipendium.

## Utmärkelser
- 1993 Guldmasken (Trassel på Maximteatern)
- 1993 Svenska Dagbladets Poppepris
- 2013 O'Neill-stipendiet (Dramaten)
- 2014 Medaljen Litteris et Artibus

## Filmografi (i urval)
- 1967 – Djungelboken (svensk röst till Mowgli)
- 1968 – Farbror Blås nya båt
- 1969 – Fadern
- 1977 – Paradistorg
- 1978 – Grabbarna i 57:an eller Musikaliska gänget (TV-serie)
- 1979 – Madicken (TV-serie)
- 1979 – En handelsresandes död
- 1981 – Olsson per sekund eller Det finns ingen anledning till oro
- 1983 – Här har ni hans liv
- 1985 – Den politiske kannstöparen
- 1985 – Det är mänskligt att fela
- 1987 – Paganini från Saltängen (TV-serie)
- 1988 – Goda grannar (TV-serie)
- 1988 – Xerxes (TV-serie)
- 1988 – Enkel resa
- 1989 – Alla älskade Alice
- 1990 – Kära farmor (TV-serie)
- 1991 – Goltuppen (TV-serie)
- 1992 – Jönssonligan & den svarta diamanten
- 1993 – Polis polis potatismos
- 1993 – Drömkåken
- 1994 – Läckan (TV-serie)
- 1995 – Snoken (TV-serie)
- 1995 – Jönssonligans största kupp
- 1995 – Babe – den modiga lilla grisen (svensk röst till Babe)
- 1996 – Den vita lejoninnan
- 1996 – Beep's värld
- 1997 – Persons parfymeri (TV-serie)
- 1997 – Emma åklagare (TV-serie)
- 1997 – Pippi Långstrump (svensk röst till Blom)
- 1997 – Skärgårdsdoktorn (TV-serie)
- 1998 – Glöm inte mamma! (TV-serie)
- 1999–2000 – Eva & Adam (TV-serie)
- 1999 – Pippi i Söderhavet (svensk röst till Blom)
- 1999 – Nalle Puh – Vännernas fest (svensk röst till Nasse)
- 2000 – Tigers film (svensk röst till Nasse)
- 2001 – Eva & Adam – fyra födelsedagar och ett fiasko
- 2001–2004 – Boken om Nalle Puh (TV-serie) (svensk röst till Nasse)
- 2001 – Lady och Lufsen II: Ludde på äventyr (svensk röst till Lufsen)
- 2001 – Beck – Kartellen
- 2002 – Asterix & Obelix: Uppdrag Kleopatra (svensk röst till Numerobis)
- 2002–2004 – Björnes magasin (TV-serie)
- 2006 – På andra sidan häcken (svensk röst till Vincent)
- 2008 – WALL-E (svensk röst till VD)
- 2018 – Röjar-Ralf kraschar internet (svensk röst till J.P. Spamley)

## Teater

### Roller
| År   | Roll                   | Produktion                                                                                                 | Regi                           | Teater                        |
| ---- | ---------------------- | --- | ------------------------------ | ----------------------------- |
| 1968 | Pim                    | Varför är det så ont om Q? Hans Alfredson                                                                  | Lars-Erik Liedholm             | Dramaten                      |
| 1969 | Gruppmedlem Ficktjuv   | Tolvskillingsoperan (Die Dreigroschenoper) Kurt Weill och Bertolt Brecht                                   | Alf Sjöberg                    | Dramaten                      |
| 1969 | Toto                   | Bagaren, bagerskan och den lilla bagarpojken (Le Boulanger, la boulangère et le petit mitron) Jean Anouilh | Martin Söderhjelm              | Helsingborgs stadsteater      |
| 1976 | Toffolo                | Gruffet i Chiozza (Le baruffe chiozzotte) Carlo Goldoni                                                    | Rudolf Penka                   | Katarinateatern               |
| 1977 | Gymnasisten            | Onda andar (Бесы, Bésy) Fjodor Dostojevskij                                                                | Ernst Günther                  | Dramaten                      |
| 1978 | Sandwall, LKAB         | Ranstadvalsen Jan Guillou och Gunnar Ohrlander                                                             | Margaretha Byström             | Dramaten                      |
| 1979 | Jegor Sasonov          | Mannen på trottoaren Per Olov Enquist och Anders Ehnmark                                                   | Staffan Roos                   | Dramaten                      |
| 1988 | Pojken                 | I lodjurets timma Per Olov Enquist                                                                         | Göran Graffman                 | Dramaten                      |
| 1991 | Peter Pan              | Peter Pan J.M. Barrie                                                                                      | Jackie Söderman                | Dramaten                      |
| 1992 |                        | Trassel (Out of Order) Ray Cooney                                                                          | Lars Amble                     | Maximteatern                  |
| 1993 | Karlsson               | Karlsson på taket Astrid Lindgren                                                                          | Pernilla Skifs                 | Göta Lejon                    |
| 1995 | Kurren                 | I fru Vennermans fall Marie-Louise Ekman                                                                   | Gösta Ekman Marie-Louise Ekman | Kilen, Kulturhuset, Stockholm |
| 1995 | Prins Filip            | Yvonne, prinsessa av Burgund (Iwona, księżniczka Burgunda) Witold Gombrowicz                               | Ingmar Bergman                 | Dramaten                      |
| 1997 | Jepichodov             | Körsbärsträdgården (Вишнёвый сад, Visjnjovyj sad) Anton Tjechov                                            | Peter Langdal                  | Dramaten                      |
| 1999 | Stephen Spettigue      | Charleys tant (Charley's Aunt) Brandon Thomas                                                              | Thomas Ryberger                | Intiman                       |
| 2000 |                        | Lorden från gränden (Me and My Girl) L. Arthur Rose och Noel Gay                                           | Thomas Ryberger                | Intiman                       |
| 2003 |                        | Bussresan Ulf Larsson                                                                                      | Ulf Larsson                    | Vasateatern                   |
| 2004 | Larsson                | Söderkåkar Gideon Wahlberg                                                                                 | Ulf Larsson                    | Tantogården                   |
| 2004 | Kaplan Da Silva        | A Clockwork Orange 2004 Anthony Burgess                                                                    | Kasper Bech Holten             | Dramaten                      |
| 2005 | Armbåge                | Lika för lika (Measure for Measure) William Shakespeare                                                    | Yannis Houvardas               | Dramaten                      |
| 2009 | Herr Ford              | Muntra fruarna i Windsor (The Merry Wives of Windsor) William Shakespeare                                  | John Caird                     | Dramaten                      |
| 2009 | Mason                  | Jane Eyre Charlotte Brontë                                                                                 | Ellen Lamm                     | Dramaten                      |
| 2012 | Aron                   | Fanny och Alexander Ingmar Bergman                                                                         | Stefan Larsson                 | Dramaten                      |
| 2015 | Relling Molvik Gråberg | Vildanden Henrik Ibsen                                                                                     | Anna Pettersson                | Dramaten                      |
| 2015 | Christopher            | Klanen (Tribes) Nina Raine                                                                                 | Nina Raine                     | Dramaten                      |
| 2016 | Aron Regissör Landahl  | Fanny och Alexander Ingmar Bergman                                                                         | Stefan Larsson                 | Dramaten                      |
| 2017 | Antonio Bartolo        | Figaros bröllop (La Folle Journée, ou Le Mariage de Figaro) Pierre de Beaumarchais                         | Tobias Theorell                | Dramaten                      |
| 2017 | Buckingham             | Rickard III (The Life and Death of King Richard the Third) William Shakespeare                             | Stefan Larsson                 | Dramaten                      |
| 2017 |                        | Improvisation på slottet Andreas T Olsson                                                                  | Andreas T Olsson               | Dramaten                      |
| 2017 | En budbärare           | Oidipus/Antigone (Οἰδίπους Τύραννος/Ἀντιγόνη) Sofokles                                                     | Eirik Stubø                    | Dramaten                      |